# Cantone di Saint-Martin-d'Auxigny
Il Cantone di Saint-Martin-d'Auxigny è una divisione amministrativa dell'arrondissement di Bourges e dell'arrondissement di Vierzon.
A seguito della riforma approvata con decreto del 21 febbraio 2014, che ha avuto attuazione dopo le elezioni dipartimentali del 2015, è passato da 11 a 15 comuni.

## Composizione
Gli 11 comuni facenti parte prima della riforma del 2014 erano:
- Allogny
- Fussy
- Menetou-Salon
- Pigny
- Quantilly
- Saint-Éloy-de-Gy
- Saint-Georges-sur-Moulon
- Saint-Martin-d'Auxigny
- Saint-Palais
- Vasselay
- Vignoux-sous-les-Aix

Dal 2015 i comuni appartenenti al cantone sono i seguenti 15:
- Achères
- Allogny
- Fussy
- Menetou-Salon
- Pigny
- Quantilly
- Saint-Éloy-de-Gy
- Saint-Georges-sur-Moulon
- Saint-Laurent
- Saint-Martin-d'Auxigny
- Saint-Palais
- Vasselay
- Vignoux-sous-les-Aix
- Vignoux-sur-Barangeon
- Vouzeron